# DanceDanceRevolution X3 vs. 2ndMIX
Dance Dance Revolution X3, DDR X3 o simplemente X3, es el videojuego arcade n.º 13 de la serie Dance Dance Revolution, publicada por Konami en Japón como mueble inicial el 16 de noviembre de 2011, como kit de mejoras el 30 de noviembre y su publicación en Asia el 16 de diciembre del mismo año. La versión arcade fue descubierta el 2 de julio de 2011 y las pruebas beta se iniciaron el 8 del mismo mes. En esta entrega se adjunta el 2nd mix como competencia, renombrándose a DDR X3 contra 2nd MIX. Fue cancelada en Norteamérica y Europa debido a los Lags del modo Versus y las fallas en sensores, paneles y calidad de audio,  que estuvieron presentes en su precuela publicada por Beston Enterprises. Su versionado es KDX:J:X:A:YYYYMMDD00, donde X corresponde al tipo de mueble y YYYYMMDD para la fecha de actualización, correspondiente al año-mes-día, respectivamente.
Nota: en vez de J en la publicación de Asia, es remplazado por A.

## Cambios

### General
- 2nd MIX: usa la interfaz y las canciones de 2nd MIX actualizado (pero sin contar con "STRICTLY BUSINESS") gracias al soporte con el sistema e-AMUSEMENT y, solo arcades DDR X, está en HD.
- Interfaz parecida al X2 arcade: usa fondos de canciones en vez de banners (usando Coverflow), lo que facilita la elección de canciones. Debajo de este listado se encuentra la dificultad y el groove radar a su lado.
- Única entrega que utiliza la interfaz de DDR II de Wii.
- Partida rápida o "QUICK PLAY": a diferencia de partida regular, los usuarios pagan una canción en vez de un set de canciones. Canciones EXTRA STAGEs en este modo solo se pueden jugar si se llena las 9 estrellas. A veces, se desbloquea la dificultad CHALLENGE para algunas canciones. usa PASELI.
- Al igual que sus predecesoras, usa Paseli para las fichas y e-AMUSEMENT (o también llamado e-A GATE) para guardar datos, compartir puntajes y crear grupos.
- Utiliza 2 videos de introducción de forma alternada: uno de 2ndMIX y otro de DDR II para reflejar a DDR X3.
- 2.ª arcade en participar del campeonato de arcades de Konami KAC (Konami Arcade Championship, por sus iniciales en inglés). La copa anterior fue inaugurada con DDR X2.
- Solo el escenario Club fue eliminado, siendo restituido en DDR A.

### Selección de modos
Se elimina el Drill Course, proveniente del X2, como modo seleccionable en el modo Pro.

### Selección de canciones
- Modos prémium mejorados: cada semana puede jugar las canciones editadas y los cursos semanales. usa e-AMUSEMENT.
- El BPM es movido a la derecha de las dificultades en modo Happy y a la esquina superior derecha del Groove radar en modo Pro.
- Se implementa el buscador de escenarios. Permite alternar entre los sets de escenarios de Supernova (1 y 2), X, X2 CS y X2. No tiene efecto en escenarios con videos translucidos ni en canciones con video. Usa PASELI.
- Target Score: Presionando el botón 00 del teclado numérico, los jugadores pueden revisar los puntajes de la máquina, locales y globales de su tarjeta sin jugar la canción.
- Ranking: al cambiar el orden al ranking de máquina, se muestra las 30 mejores canciones. (las 30 canciones globales y las 30 del usuario req. e-AMUSEMENT)
- En la opción de orden de canción, se agrega la opción BEMANI (Esta opción organiza las canciones por juego BEMANI en vez de cada versión de DDR) a la lista de organizaciones de la song wheel. Puede optar por DDR, Beatmania IIDX, Pop'n Music, Gitar Freaks y Drum Mania, Jubeat o Reflec Beat.
- Primera entrega en cambiar jackets (carátulas). El primer cambio fue 華爛漫 ~Flowers~ de la carpeta Supernova, que utiliza jacket de DDR(PS3).

### Personajes
Se agregan a Janet y Dread Snake, personajes no seleccionables para partida regular ni para los cursos, limitándose a la partida del modo 2ndMIX. Los personajes se muestran al azar cuando se juega dicho modo.
No se han hecho cambios en los personajes ni en los escenarios usados en DDR X2, los únicos cambios en los personajes (EXC. en 2ndMIX) son sus accesorios, no seleccionables para los jugadores sin tarjeta ni para los muebles sin conexión.

### Jugabilidad
- El algoritmo de puntaje sigue siendo el mismo que el Supernova 2, pero cambió el algoritmo de los Dance Points (1.000.000 / (Etapa * Dance Point)), en donde Dance Point equivale a:

- Etapa 1 y 2: (Número de pasos + Número de Freeze Arrows) x3
- Etapa 3 y 4: (Número de pasos + Número de Freeze Arrows) x4
- Etapa 5 y 6: (Número de pasos + Número de Freeze Arrows) x5

y así sucesivamente.
- Según la intervención del operador, el juicio y el número de combos se puede ver delante o detrás de la secuencia.

### Dificultades cambiadas
Es la primera vez desde DDR Supernova 2 en cambiar las dificultades para canciones de entregas anteriores aún con la escala de 1 a 20 (como en el caso de Arrabbiata, en donde tenía 13 en Double-Difficult, cambió a 14, usando la escala de DDR X).

### Curiosidades
- Al finalizar "Tohoku Evolved" en vez de mostrarse el mensaje "CLEARED", se muestra el mensaje "Pray for all", debido al terremoto y eventual Tsunami de Tohoku, Japón en 2011. Este texto aparece después en las secuelas (como DDR(2014)).
- Al seleccionar "Dynamite Rave" en la carpeta DDR 3rd Mix, se puede observar que no es la versión original de Naoki del mismo juego, sino que se trata de la reedición de la canción hecha para DDR X con la voz de Brenda Burch, debido a problemas de licencia. Lo mismo ocurre con el Air Special de la carpeta Supernova2.
- Al igual que en Beatmania IIDX, algunas canciones cuentan con diferentes versiones que se activan según determinadas circunstancias. Por ejemplo, "Gold Rush" (carpeta DDR X2), se puede jugar con la canción original de Beatmanía IIDX 14: Gold, o bien dos versiones diferentes, en las que el patrón es el mismo, y la diferencia es sonora, ya que además de ser DJ Yoshitaka quien canta, toma el testigo BEMANI Sound Team "TAG", y también el vídeo cambia según los juegos que TAG mencione. (Versiones de DDR). Cabe destacar que TAG no figura como artista de la canción.
- Canciones como "Paranoia Revolution" (cursos, secuelas y ciertos modos de juego no cuentan) automáticamente desactivan el announcer para esa canción, dejando este únicamente para mencionar el número de combos. En canciones como "Gold Rush", el announcer se desactiva por completo.
- En el modo "2nd Mix", se puede apreciar que hay errores bastante notables en el announcer, como por ejemplo el hecho de intercalar efectos de sonido de DDR X3 y que no dispone de todas las frases del 2ndMIX original, debido a problemas de migración de System 753 a Bemani PC. También posee el mismo bug del announcer de DDR X3, que es el cortar de repente la frase para decir otra. Solo que en este caso es menos notorio, ya que el announcer es menos molesto. Así mismo, tampoco suena el efecto al cerrarse las puertas (transición de pantallas) y no dice nada en la pantalla de resultados. Esos bugs fueron arreglados con ciertos parches hasta su descatalogo.

## Extra stages
DDR X3 se ha implementado el sistema de estrellas llamado "Star System" para acceder a los Extra Stages. Además, los modificadores en EXTRA STAGE y ENCORE EXTRA están bloqueados a 4 LIVES y RISKY, respectivamente y con acceso a opciones (En ENCORE EXTRA no es posible cambiar canciones y dificultades).
Star System: Cuando un jugador completa la canción, obtendrá las estrellas de la siguiente manera:
- AAA o MFC: 3 estrellas blancas
- AA: 2 estrellas amarillas
- A: 1 estrella amarilla
- B-D: 1 estrella azul
- Estrella diaria: 1 estrella azul oscura
- Falla la canción o curso: 0 estrellas
- Obteniendo el Full combo: 1 estrella verde adicional (Excepto E Full combo, E, AAA o MFC)

Debajo del puntaje Supernova2, se encuentra el receptáculo de estrellas, que son 9 ranuras. Al obtener todas las 9 estrellas, forzará a entrar a Extra Stages sin importar su grado (EXC. en cursos o si falla la canción), borrándose todas las estrellas acumuladas tras su acceso. El jugador debe obtener las estrellas de nuevo si quiere entrar a Extra Stage. Las estrellas acumuladas se almacenan en la tarjeta e-Amusement.
En ese casos, se desbloquea las canciones Amalgamation, UNBELIEVABLE (Sparky remix), NEPHILIM DELTA y, como Encore Extra, SILVER☆DREAM, todas desbloqueadas para partida regular.
Evolved Extra Tour: el 14 de mayo de 2012, partiendo de Okinawa al norte y de la prefectura de Hokkaido al sur, se desbloquearon, diariamente, las 4 canciones Extra Stages: TokyoEVOLVED, el 16 de mayo de 2012, Osaka EVOLVED -毎度、おおきに！-, el 22 de mayo de 2012, New York EVOLVED y el 30 de mayo de 2012, London EVOLVED (de DDR II) hasta que todas las máquinas tengan estas 4 canciones, dividida en 3 versiones cada una, aunque Osaka EVOLVED partió primero en las prefecturas de Mie y de Fukui y completando todas las canciones, se desbloquea, inicialmente como Encore Extra, Tohoku EVOLVED y el 22 de junio de 2012, se puede usar las 5 para partida regular.
Extra Stage para 2ndMIX: El 2 de agosto de 2012, si completa cualquier canción en modo 2ndMIX, dicha canción aparece en la lista del X3, cuyo evento ternimó el 5 de noviembre de 2012 y están desbloqueadas para partida regular. La dificultad Beginner se desbloquea al completar la canción con cualquier dificultad y las dificultades Double-Expert y Challenge se desbloquea al completar todas las demás dificultades. En ese caso, se desbloquea las canciones Trip Machine Evolution (completando todas las dificultades del modo 2ndMIX en dificultad normal) y Paranoia Revolution (completando todas las dificultades del modo 2ndMIX en Hard) para ser jugadas tanto en partida regular como en Extra Stages y como Encore Extra, Love Is The Power -Re:born-, que es la 1.ª canción que debe terminar con Perfect Full Combo (en vez de empezar con la batería con 1 sola vida, ya que con 1 Great, causa la falla de canción ("E") en full combo), y la última canción en ser desbloqueada para partida regular, pero sin video.
Encore Extra: inicialmente, completando la canción Amalgamation, se desbloquea UNBELIEVABLE (Sparky remix), después NEPHILIM DELTA, y finalmente SILVER☆DREAM, cuando apareció el evento Evolved Extra tour, completando cualquier canción de ese evento, se desbloquea Tohoku EVOLVED, y completando cualquiera de las canciones Trip Machine Evolution o Paranoia Revolution desbloqueadas del modo 2ndMIX para el modo X3, se desbloquea Love Is The Power -Re:born-, todas ellas fueron desbloqueadas el 5 de noviembre de 2012 para partida regular. Al igual que en DDRMAX (EXC. por el menú opciones desbloqueadas en DDR X2), requiere AA en EXPERT y deben ser jugadas en EXPERT y RISKY.

## Eventos

### Canciones diarias
Konami presentó el 20 de febrero de 2012 el evento llamado "canciones diarias", que consisten en los 5 crossovers de Bemani, una por día habíl. Estas canciones se activan a las 12:00 (hora japonesa) y requiere la tarjeta e-AMUSEMENT.
| Canciones             | Artistas            | Días que se jugaron |
| --------------------- | ------------------- | ------------------- |
| "Sig Sig"             | kors k              | Lunes               |
| "message"             | dj TAKA feat. flare | Martes              |
| "天上の星 ～黎明記～" | TЁЯRA               | Miércoles           |
| "繚乱ヒットチャート"  | ギラギラメガネ団    | Jueves              |
| "雫"                  | あさき              | Viernes             |

El 19 de marzo y el 5 de abril de 2012, las 5 canciones cambiaron su orden aleatoriamente, así como su confirmación para los fines de semana que se trabaja una canción por hora. El 28 de mayo de 2012, están desbloqueadas para partida regular.

### Modo Append Travel
Para los usuarios que porte la tarjeta, DDR X3 es uno de los juegos de la oficina Bemani en implementar el modo Append Travel, originario de Jubeat copious Append, con ello, desde el 14 de mayo de 2012, podía obtener energía Append y comprar objetos vía e-AMUSEMENT GATE. Algunos de los objetos eran:
- Canción: TWINNKLE♥HEART
- Accesorio: Máscara de Jubeat
- Objeto: Forzar etapa completa (EN: Enjoy Full Stage) (termina la canción en curso aún si la barra o batería cae a 0, aunque no se puede usar si el jugador entra a Extra Stages).
- Objeto: Mejorar nivel (EN: Enjoy Level Booster), sube el nivel más fácilmente.

Este evento terminó el 25 de septiembre de 2012, un día antes del lanzamiento de Jubeat Saucer.

## Ranking de Internet
El juego usa ciertos cursos para mostrar puntajes a Internet. Antes de subir puntajes, los jugadores requerían de su tarjeta e-AMUSEMENT. Los cursos eran:
1. 8 de febrero de 2012 - 22 de febrero de 2012 ~ usa HYPER y vs X3
2. 29 de febrero de 2012 - 14 de marzo de 2012 ~ usa VOCAL y UPPER
3. 28 de marzo de 2012 - 15 de abril de 2012 ~ usa TAG PLATINUM y vs 2ndMIX
4. 9 de mayo de 2012 - 27 de mayo de 2012 ~ usa RECOMMEND y BEMANI
5. 4 de julio de 2012 - 22 de julio de 2012 ~ usa EVOLVED y Revolution

## Lista de canciones
Esta lista contiene 517 canciones en total, contando con los X-Edits, Groove Radar Specials de Supernova2, X-specials de DDR X y la carpeta RDA (Replicant-D-Action) de DDR X2 y sin contar las repetidas y divididas. DDR 2ndMIX contiene exclusivamente la lista de canciones de 2ndMIX, mientras que DDR X3 contiene el resto de canciones de entregas anteriores (entre DDR EXTREME [dividida en subcarpetas], Supernova 1 y 2, DDR X y X2). Con la excepción de las canciones de la lista de retiradas de la sección X3 y de Strictly Business de la de 2ndMIX, todas las canciones de entregas anteriores (incluso, la carpeta RDA) están disponibles para partida regular.

### X3
Esta lista contiene 516 canciones en total, 75 para esta entrega y 20 del 2ndMIX. De las 75 canciones:
- 64 son de la entrega inicial.
- 7 corresponde al campeonato arcade KAC del 2012.
- 4 son del evento Tsugidoka.
- Trip Machine Evolution y Paranoia Revolution se repiten en el modo 2ndMIX.

Se retiran 21 canciones, en donde todas son licencias; Angelus de Supernova 2, 4 canciones del DDR X2 y 16 de Dance Dance Revolution X. Canciones provenientes de Dancemania no sufrieron cambios. Licencias del álbum A Different Drum y de DDR Music Fit fueron retiradas en esta entrega. Canciones con claqueta contiene animaciones en pantalla o contiene video con o sin translucir con el escenario. La única excepción al video es Love Is The Power -Re:born- que solamente se activa en Encore Extra o cuando el riesgo está activado para advertir al usuario que debe completarla en Perfect Full Combo. Canciones con texto en negrita estaban bloqueadas con anterioridad, pero con la entrega de Tsugidoka se pueden usar para partida regular. Canciones que tienen título japonés indica: en cursiva el romaji y en negrita las traducciones. Artistas con la frase "(Sin autor)" no se muestra que artista o banda fue creada la canción y en su reemplazo son mostradas como notas musicales.
| Canciones | Artistas                                   | Notas |
| Entrega inicial (64 en total)                                                                                         | Entrega inicial (64 en total)              | Entrega inicial (64 en total) |
| Licenciadas (7 en total)                                                                                              | Licenciadas (7 en total)                   | Licenciadas (7 en total) |
| --- | ------------------------------------------ | --- |
| "future gazer" | fripSide                                   | Opening del OVA de Toaru Kagaku no Railgun |
| "LOVE & JOY" | 木村由姫                                   | Canción temática de "Hanamura Daisuke" |
| "STRAIGHT JET" | 栗林みな実                                 | Opening del anime IS (Infinite Stratos) |
| "女々しくて" (Memeshikute)                                                                                            | ゴールデンボンバー                         | Sencillo de Golden Bomber |
| ヘビーローテーション (HebiRoteishyon) (Heavy Rotation)                                                                | (sin autor) (Banda original: AKB48)        | Dividida en 2 versiones: - Versión original en esta entrega. - Versión más corta en DDR 2013.                                                                              |
| "コネクト" (Konekuto) (Connect)                                                                                       | (sin autor) (Banda original: ClariS)       | Opening de la serie Puella Magi Madoka Magica |
| "COME BACK TO MY HEART"                                                                                               | Another Infinity feat. Mayumi Morigana     | Del álbum "AGEHA" de Ryu☆ |
| Nuevamente revividas de Dancemania (17 en Total) Todas del 2ndMIX y erróneamente puesta en la carpeta X3              |                                            | |
| "HAVE YOU NEVER BEEN MELLOW"                                                                                          | THE OLIVIA PROJECT                         | de Dancemania 10 |
| "KUNG FU FIGHTING" | BUS STOP feat. CARL DOUGLAS                | de Dancemania EXTRA Movida a carpeta 1stMIX en DDR 2013 |
| "LET'S GET DOWN" | JT PLAYAZ                                  | de Dancemania 9 Disponible también en DDR EXTREME |
| "LITTLE BITCH" | THE SPECIALS                               | de Dancemania SUMMERS Disponible también en DDR EXTREME |
| "MY FIRE (UKS Remix)"                                                                                                 | X-TREME                                    | de Dancemania WINTERS |
| "THAT'S THE WAY (I LIKE IT)"                                                                                          | KC & THE SUNSHINE BAND                     | de Dancemania Classics Disponible también en DDR EXTREME |
| "BAD GIRLS" | Juliet Roberts                             | de ZIPmania Disponible también en DDR EXTREME Movida a carpeta 2ndMIX en DDR 2013                                                                                          |
| "BOOM BOOM DOLLAR (Red Monster Mix)"                                                                                  | King Kong & D. Jungle Girls                | de Dancemania Super Classics 1 Movida a carpeta 2ndMIX en DDR 2013 |
| "I believe in miracles (The Lisa Marie Experience Radio Edit)"                                                        | HI-RISE                                    | de Dancemania X1 |
| "SMOKE" | MR. ED JUMPS THE GUN                       | de Dancemania WINTERS |
| "Stomp to my beat" | JS16                                       | de Dancemania WINTERS Movida a carpeta 2ndMIX en DDR 2013 |
| "HERO" | PAPAYA                                     | de Dancemania EXTRA No fue revivida debido al X-edit de DDR X2 |
| "IF YOU WERE HERE" | JENNIFER                                   | de Dancemania EXTRA Tiene X-edit de DDR X2 Disponible también en DDR EXTREME                                                                                               |
| "butterfly" | SMILE.dk                                   | de Dancemania 10 Tiene X-edit de DDR X Disponible también en DDR EXTREME                                                                                                   |
| "BOYS" | SMILE.dk                                   | de Dancemania X1 Tiene X-edit de DDR X |
| "DUB-I-DUB" | ME & MY                                    | de Dancemania EXTRA Tiene X-edit de DDR X |
| "GET UP'N MOVE" | S&K                                        | de Dancemania BASS#2 Tiene X-edit de DDR X Disponible también en DDR EXTREME                                                                                               |
| Originales de Konami (10 en Total)                                                                                    |                                            | |
| "Fever" | Sota F. feat. Carol Gadsden                | Nueva Original de Konami |
| "Programmed Universe"                                                                                                 | kors k                                     | Nueva Original de Konami |
| "ビューティフル レシート" (Byutifufu Reshiito) (Beautiful Receipt)                                                    | Lucky Vacuum                               | Nueva Original de Konami disponible también en Reflec Beat Limelight |
| "Tribe" | 猫叉Master                                 | Nueva Original de Konami |
| "REBORN MAGIC" | seiya murai meets "eimy"                   | Nueva Original de Konami |
| "I/O" | Ryu☆                                       | Nueva Original de Konami |
| "New Beginning" | Sota Fujimori firmado también como "SySF." | Nueva Original de Konami |
| "Resurrection" | Dormir                                     | Nueva Original de Konami |
| "HEART BEAT FORMULA"                                                                                                  | TAG                                        | Nueva Original de Konami |
| "アルストロメリア (walk with you remix)" (Asusutoroemeria (walk with you remix)) (Alstroemeria (walk with you remix)) | TAG                                        | Nueva Original de Konami |
| Nuevamente revividas (2 en Total) Erróneamente ubicadas en la carpeta X3                                              |                                            | |
| "MAKE IT BETTER (So-REAL MIX)"                                                                                        | mitsu-O! SUMMER                            | de DDR 2ndMIX Movida a carpeta 2ndMIX en DDR 2013 |
| "PUT YOUR FAITH IN ME (Jazzy Groove)"                                                                                 | UZI-LAY                                    | de DDR 2ndMIX Movida a carpeta 2ndMIX en DDR 2013 |
| De Dance Dance Revolution II y Dance Dance Revolution 2010 (24 en total)                                              |                                            | |
| "Get Back Up!" | NMR Runners                                | De Dance Dance Revolution II para la Wii |
| "Haunted Rhapsody" | Architecht ft. Jasmine Nii                 | De Dance Dance Revolution II |
| "HEARTBREAK (Sound Selektaz remix)"                                                                                   | NAOKI ft. Becca Hossany                    | De Dance Dance Revolution II Opening de DDR II y de este juego. |
| "Take A Step Forward"                                                                                                 | TAG feat. Sydney Powers                    | De Dance Dance Revolution II |
| "The Heavens Above"                                                                                                   | U1 /F Anneliese                            | De Dance Dance Revolution II |
| "Something Special"                                                                                                   | nc ft. Jasmine Nii                         | De Dance Dance Revolution II |
| "Seule" | Preston Powis                              | De Dance Dance Revolution II |
| "In The Air" | Bill Hamel & James Rowand                  | De Dance Dance Revolution II |
| "Wings of an Angel (Fly With Me)"                                                                                     | J-Mi & Midi-D                              | De Dance Dance Revolution II |
| "CRAZY♥LOVE" | jun                                        | De la serie Dance Dance Revolution 2010(*) Final Stage durante las pruebas beta                                                                                            |
| "dreaming can make a wish come true"                                                                                  | jun & NRG Factory feat. Anna Kaelin        | De la serie Dance Dance Revolution 2010 |
| "ever snow" | TЁЯRA                                      | De la serie Dance Dance Revolution 2010 (Cover de la canción de Yoma Komatsu, proveniente de DDRMAX2) Del álbum RЁVOLUTIΦN                                                 |
| "IN THE ZONE" | U1 (NPD3 style) & KIDD KAZMEO              | De la serie Dance Dance Revolution 2010 |
| "Let's Get Away" | NAOKI feat. Brenda Burch                   | De la serie Dance Dance Revolution 2010 |
| "MAGIC PARADE" | Lea Drop feat. Katie Dellenbach            | De la serie Dance Dance Revolution 2010 |
| "Private Eye" | atomsoak ft. cerol                         | De la serie Dance Dance Revolution 2010 |
| "Rhythms Inside" | DKC Crew                                   | De la serie Dance Dance Revolution 2010 |
| "Seasons" | TOMOSUKE feat. Crystal Paloa               | De la serie Dance Dance Revolution 2010 |
| "Wicked Plastik" | nc ft. 触電                                | De la serie Dance Dance Revolution 2010 |
| "Find You Again" | The W feat. Rita Boudreau                  | De la serie Dance Dance Revolution 2010 |
| "Rescue Me" | NAOKI feat. Fracus                         | De Dance Dance Revolution S (Cover de "MEMORIES", originario de Dancing Stage EuroMix 2)                                                                                   |
| "Share The Love" | Brenda Burch                               | De la serie Dance Dance Revolution 2010 |
| "TIME" | NM feat. Aleisha G.                        | De la serie Dance Dance Revolution 2010 |
| "Until the End" | Philip Webb                                | De la serie Dance Dance Revolution 2010 |
| Crossovers de BEMANI (10 en Total)                                                                                    |                                            | |
| "Diamond Dust" | TAG                                        | De Reflec Beat |
| "Mermaid girl" | Cream puff                                 | De Beatmania IIDX 18 Resort Anthem |
| "Chronos" | TAG                                        | De GuitarFreaks y Drummania V6: BLAZING!!!! |
| "隅田川夏恋歌" (Sumidagawa Karenka)                                                                                   | seiya-murai feat. ALT                      | De Jubeat Ripples |
| "FLOWER" | DJ YOSHITAKA                               | de Jubeat Knit APPEND / Reflec Beat |
| "Sig Sig" | kors k                                     | De Beatmania IIDX 12: Happy Sky |
| "message" | dj TAKA feat. flare                        | De Reflec Beat |
| "天上の星 ~黎明記~" (Tenjō no Hoshi ~Reimeiki~)                                                                       | TЁЯRA                                      | De Pop'n Music 18 |
| "繚乱ヒットチャート" (Ryōran Hit Chart)                                                                               | ギラギラメガネ団                           | De GuitarFreaks y Drummania V3 |
| "雫" (Shizuku) | あさき                                     | De Pop'n Music 12 |
| Canciones Extra Stage iniciales (4 en Total)                                                                          |                                            | |
| "Amalgamation"(**) | Mystic Moon                                | Extra Stage N.º 1 |
| "UNBELIEVABLE (Sparky remix)"(**)                                                                                     | jun feat. Sarah-Jane                       | De Dance Dance Revolution II Encore Extra N.º 1 Extra Stage N.º 2 |
| "NEPHILIM DELTA"(**)                                                                                                  | L.E.D.-G                                   | Encore Extra N.º 2 Extra Stage N.º 3 |
| "SILVER☆DREAM"(**) | jun                                        | De Dance Dance Revolution Full Full Party Encore Extra N.º 3 |
| EVOLVED Extra Tour (5 en Total) Nota: las primeras 4 cuentan como Extra Stage N.º 4                                   |                                            | |
| "tokyoEVOLVED" (**)                                                                                                   | NAOKI underground                          | dividida en 3 versiones Ruta 1 del EXTRA STAGE de Dance Dance Revolution Hottest Party                                                                                     |
| "osaka EVOLVED -毎度、おおきに！-" (osaka EVOLVED -Maido, Ōkini!-)(**)                                                | NAOKI underground                          | dividida en 3 versiones Ruta 2 del EXTRA STAGE de Dance Dance Revolution Full Full Party                                                                                   |
| "New York EVOLVED"(**)                                                                                                | NC underground                             | dividida en 3 versiones Ruta 3 del EXTRA STAGE De la serie Dance Dance Revolution 2010                                                                                     |
| "London EVOLVED"(**)                                                                                                  | TAG underground                            | dividida en 3 versiones Ruta final del EXTRA STAGE de Dance Dance Revolution II Dificultad Challenge reeditada para esta entrega                                           |
| "Tohoku EVOLVED"(**)                                                                                                  | 2.1MB underground                          | dividida en 4 secuencias de pasos por dificultad y estilo, sin alterar la canción Encore Extra N.º 4 Extra Stage N.º 5                                                     |
| Canciones Boss en 2ndMIX (3 en total)                                                                                 |                                            | |
| "TRIP MACHINE EVOLUTION"(**)                                                                                          | DE-JAVU                                    | dentro del modo 2ndMIX (Final stage en dificultad normal) Extra Stage N.º 6                                                                                                |
| "PARANOiA Revolution"(**)                                                                                             | CLIMAX of MAXX 360                         | dentro del modo 2ndMIX (Final stage en dificultad hard) Extra Stage N.º 6                                                                                                  |
| "LOVE IS THE POWER -Re:born-"(***)                                                                                    | NM                                         | Encore Extra N.º 5 del relanzamiento del álbum DDR 2ndMix Original Soundtrack                                                                                              |
| Desbloqueo de APPEND TRAVEL                                                                                           |                                            | |
| "TWINKLE♥HEART" | jun                                        | Dance Dance Revolution X3 x Jubeat Copious APPEND |
| Entrega del campeonato Konami Arcade Championship 2012 (7 en total)                                                   |                                            | |
| "REVOLUTIONARY ADDICT"                                                                                                | TAG underground                            | Preliminar del campeonato |
| "KEEP ON MOVIN' (Y&Co. DJ BOSS remix)"                                                                                | N.M.R                                      | Entrada Premium del campeonato del relanzamiento del álbum DDR 2ndMix Original Soundtrack                                                                                  |
| "PUT YOUR FAITH IN ME (DA's Twinkly Disco Remix)"                                                                     | UZI-LAY                                    | Entrada Premium del campeonato del relanzamiento del álbum DDR 2ndMix Original Soundtrack                                                                                  |
| "TRIP MACHINE (xac nanoglide mix)"                                                                                    | DE-SIRE                                    | Entrada Premium del campeonato del relanzamiento del álbum DDR 2ndMix Original Soundtrack                                                                                  |
| "Go For The Top" | U1 overground                              | Dividida en 2 versiones: - Versión original (jugable) - "Grand Finale Mix" (no jugable) Preliminar del campeonato (2)                                                      |
| "BRILLIANT 2U (秋葉工房 Mix)" (BRILLIANT 2U (Akiba Kobo Mix)) Escrito como BRILLIANT 2U (AKBK Mix)                    | NAOKI (Remezclado por DJ COMMAND)          | Preliminar del campeonato (2) del relanzamiento del álbum DDR 2ndMix Original Soundtrack                                                                                   |
| "PARANOiA (kskst mix)"                                                                                                | 180 (Remezclado por Kors K)                | Preliminar del campeonato (2) del relanzamiento del álbum DDR 2ndMix Original Soundtrack                                                                                   |
| Entrega de Tsugidoka (4 en total)                                                                                     |                                            | |
| "Cosmic Hurricane" | TAG                                        | Representación de este juego |
| "snow prism" | Qrispy Joybox                              | representa a REFLEC BEAT colette |
| "紅焔" (Kōen) (SCARLET BLAZE)                                                                                         | PON                                        | representa a pop'n music Sunny Park |
| "恋閃繚乱" (Rensen Ryōran)                                                                                            | 2B-Waves                                   | representa a Guitar Freaks y Drum Mania XG3 |
| Retiradas de versiones anteriores (21 en Total)                                                                       |                                            | |
| "Bonafied Lovin'" | Chromeo                                    | De Dance Dance Revolution X2 |
| "DAFT PUNK IS PLAYING AT MY HOUSE"                                                                                    | LCD Soundsystem                            | De Dance Dance Revolution X2 |
| "Feel Good Inc." | Gorillaz                                   | De Dance Dance Revolution X2 |
| "ICE ICE BABY" | VANILLA ICE                                | de Dance Dance Revolution X2 |
| "Always On My Mind"                                                                                                   | Pet Shop Boys                              | De Dance Dance Revolution X |
| "Big Girls Don't Cry"                                                                                                 | Purefocus                                  | De Dance Dance Revolution X (Cover de la canción de Fergie) |
| "Feel" | Neuropa                                    | De Dance Dance Revolution X |
| "Ghetto Blasta Deluxe"                                                                                                | Audio Magnetics                            | De Dance Dance Revolution X |
| "Happy" | Fischerspooner                             | De Dance Dance Revolution X |
| "Here It Goes Again"                                                                                                  | OK Go                                      | De Dance Dance Revolution X |
| "Put 'Em Up" | Edun                                       | De Dance Dance Revolution X |
| "Reach Up" | Alien Six                                  | De Dance Dance Revolution X |
| "Swingin'" | Bill Hamel & Naughty G.                    | De Dance Dance Revolution X (Cover de la canción de Blu Cantrell) |
| "U Can't Touch This"                                                                                                  | MC Hammer                                  | De Dance Dance Revolution X |
| "Make Me Cry" | Junk Circuit                               | De Dance Dance Revolution X |
| "We Come Alive" | Alien Six                                  | De Dance Dance Revolution X |
| "We've Got To Make It Tonight"                                                                                        | Babamars                                   | De Dance Dance Revolution X |
| "スキ☆メロ" (Suki Melo)                                                                                               | 小倉優子                                   | De Dance Dance Revolution X |
| "世界は踊る" (SEKAI HA ODORU)                                                                                         | BREAKERZ                                   | De Dance Dance Revolution X |
| "旅人" (Tabibito) | 高杉さと美                                 | De Dance Dance Revolution X |
| "ANGELUS -アンジェラス-"                                                                                              | 島谷ひとみ                                 | De Dance Dance Revolution SuperNova 2 Motivo: es la última licenciada que permaneció en su precuela, DDR X2, debido al retiro de canciones licenciadas de supernova 1 y 2. |

(*): Involucra a las versiones de consolas de DDR 2010: desde DDR 2010/Hottest party 4 para la Wii hasta DDR 2010/New tunes para PlayStation 3
(**): Extra Stage
(***): Encore extra stage

### 2nd MIX
Para reflejar al juego original, la lista de canciones se puede encontrar en el modo 2ndMIX sin canciones de versiones club, "Strictly Business", ni las de la versión link (como "MAKE A JAM!"). Algunas canciones (ahora todas) se repiten en la lista de X3 pero las animaciones, de la lista de 2nd mix, son sobrepuestas con escenarios de personajes (en caso de licencias), remplazadas por estos (en caso de canciones originales), o por videos exclusivos durante las versiones compartidas de consolas entre DDR Party Collection y DDR Strike (en caso de ciertas canciones originales de DDR Extreme con la entrega de DDR Supernova), en la lista de X3. Son 28 canciones de este modo más 2 exclusivas para esta entrega, dando como resultado 30 canciones en total. Todas (Exc. Hero) ya se encuentran en el modo Pro del X3.

### Música notable para ambos modos
- Todas las canciones de la lista de 2ndMIX, la mayoría proviene de los CD de Dancemania y otras son originales, reviven la 2.ª arcade y erróneamente están en la carpeta X3. Solo 4 licencias y 2 originales fueron movidas a 2 primeras carpetas de DDR Extreme (Carpetas 1st y 2ndMIX, respectivamente) y retiradas las demás licencias con el lanzamiento de DDR 2013. No se incluyó a "MAKE A JAM!", que la versión fue hecho por U1-ASAMi.
- "Revolutionary Addict": La canción hecha por TAG, avanza a 174 BPM, contiene videos aleatorios que por primera vez solo se utilizan videos de DDR 2010 de PlayStation 3. Sin embargo, los videos se muestran en pantalla del escenario (Escenario RDA celeste). Solo una parte utiliza el video de advertencia de DDR EXTREME que, dicha arcade advierte del bajo HP a los jugadores, en DDR X3 solo se utiliza para advertir el cambio brusco de velocidad (casi 4 veces mayor que el BPM original).
- "Go for the top": Esta canción, de U1-ASAMi, también aparece con "Revolutionary Addict" durante el campeonato KAC 2012, pero días después de este último. Tiene 2 versiones: una que es jugable y otra, subtitulado "Grand Finale Mix" que solo aparece en los credítos y como anuncio del término de dicho campeonato.

## Cursos
En esta entrega se agregan algunos cursos. Amarillo para canciones en BASIC, rojo para ANOTHER / DIFFICULT, verde para MANIAC / EXPERT y morado para SUPER MANIAC/CHALLENGE. El N.º indica dificultades (sencillo / doble). Cursos marcados como Challenge usa 4 u 8 vidas, dependiendo de la dificultad que elija. Cursos que usa barra de vida son marcados como
nonstop.
| Nombre                                                            | Canción                           | Normal (Single/Double)    | Difficult (Single/Double) |
| ----------------------------------------------------------------- | --------------------------------- | ------------------------- | ------------------------- |
| VOCAL (nonstop)                                                   | 1. "Rhythms Inside"               | (3/4)                     | (6/7)                     |
| VOCAL (nonstop)                                                   | 2. "IN THE ZONE"                  | (4/5)                     | (7/8)                     |
| VOCAL (nonstop)                                                   | 3. "ever snow" (canción de Terra) | (4/4)                     | (8/8)                     |
| VOCAL (nonstop)                                                   | 4. "Seasons"                      | (5/5)                     | (8/8)                     |
| VOCAL (nonstop)                                                   | 5. "Let's Get Away"               | (4/6)                     | (7/10)                    |
| vs X3 (Challenge)                                                 |                                   |                           |                           |
| 1. "Get Back Up!"                                                 | (7/7)                             | (9/10)                    |                           |
| 2. "Haunted Rhapsody"                                             | (5/4)                             | (7/7)                     |                           |
| 3. "Fever"                                                        | (4/4)                             | (7/6)                     |                           |
| 4. "Programmed Universe"                                          | (5/5)                             | (9/9)                     |                           |
| 5. "Private Eye"                                                  | (4/6)                             | (8/8)                     |                           |
| 6. "COME BACK TO MY HEART"                                        | (5/5)                             | (8/8)                     |                           |
| RECOMMEND (nonstop)                                               |                                   |                           |                           |
| 1. "STRAIGHT JET"                                                 | (4/4)                             | (7/7)                     |                           |
| 2. "コネクト"                                                     | (4/4)                             | (8/8)                     |                           |
| 3. "LOVE & JOY"                                                   | (5/6)                             | (DIFFICULT 9 / EXPERT 11) |                           |
| 4. "女々しくて"                                                   | (4/5)                             | (DIFFICULT 7 / EXPERT 12) |                           |
| 5. "future gazer"                                                 | (5/4)                             | (DIFFICULT 7 / EXPERT 14) |                           |
| vs 2ndMIX (Challenge)                                             |                                   |                           |                           |
| 1. "Have You Never Been Mellow"                                   | (5/6)                             | (7/7)                     |                           |
| 2. "LET'S GET DOWN"                                               | (6/7)                             | (7/8)                     |                           |
| 3. "My Fire (USK Remix)"                                          | (7/7)                             | (8/9)                     |                           |
| 4. "Boom Boom Dollar (Red Monster Mix)"                           | (7/7)                             | (9/10)                    |                           |
| 5. "I Believe In Miracles (The Lisa Marie Experience Radio Edit)" | (8/9)                             | (11/11)                   |                           |
| 6. "stomp to my beat"                                             | (8/8)                             | (10/9)                    |                           |
| HYPER (nonstop)                                                   |                                   |                           |                           |
| 1. "HEARTBREAK (Sound Selektaz remix)"                            | (6/6)                             | (10/11)                   |                           |
| 2. "The Heavens Above"                                            | (9/10)                            | (11/12)                   |                           |
| 3. "dreaming can make a wish come true"                           | (7/8)                             | (11/11)                   |                           |
| 4. "MAGIC PARADE"                                                 | (7/7)                             | (10/10)                   |                           |
| 5. "Wicked Plastik"                                               | (8/11)                            | (13/13)                   |                           |
| UPPER (Challenge)                                                 |                                   |                           |                           |
| 1. "Find You Again"                                               | (9/8)                             | (12/13)                   |                           |
| 2. "Wings of an Angel (Fly With Me)"                              | (8/8)                             | (12/11)                   |                           |
| 3. "Until the End"                                                | (9/10)                            | (12/13)                   |                           |
| 4. "Share The Love"                                               | (8/7)                             | (12/12)                   |                           |
| 5. "I/O"                                                          | (7/7)                             | (11/12)                   |                           |
| 6. "CRAZY♥LOVE"                                                   | (6/7)                             | (12/12)                   |                           |
| TAG PLATINUM (nonstop)                                            |                                   |                           |                           |
| 1. "Take A Step Forward"                                          | (9/10)                            | (11/12)                   |                           |
| 2. "Diamond Dust"                                                 | (7/8)                             | (10/11)                   |                           |
| 3. "HEART BEAT FORMULA"                                           | (7/7)                             | (10/10)                   |                           |
| 4. "Chronos"                                                      | (8/8)                             | (12/12)                   |                           |
| 5. "アルストロメリア (walk with you remix)"                       | (8/8)                             | (11/12)                   |                           |
| BEMANI (Challenge)                                                |                                   |                           |                           |
| 1. "Mermaid girl"                                                 | (7/7)                             | (11/11)                   |                           |
| 2. "message"                                                      | (7/7)                             | (10/11)                   |                           |
| 3. "天上の星 ～黎明記～"                                          | (8/8)                             | (12/12)                   |                           |
| 4. "隅田川夏恋歌"                                                 | (10/9)                            | (12/12)                   |                           |
| 5. "繚乱ヒットチャート"                                           | (8/8)                             | (13/13)                   |                           |
| 6. "FLOWER"                                                       | (10/9)                            | (13/13)                   |                           |
| EVOLVED (nonstop)                                                 |                                   |                           |                           |
| 1. "tokyoEVOLVED (tipo 1)"                                        | ( 13 / 13 )                       | ( 16 / 16 )               |                           |
| 2. "osaka EVOLVED -毎度、おおきに！- (tipo 1)"                    | ( 14 / 14 )                       | ( 16 / 16 )               |                           |
| 3. "New York EVOLVED (modo A)"                                    | ( 14 / 14 )                       | ( 16 / 16 )               |                           |
| 4. "London EVOLVED Ver.A"                                         | ( 14 / 14 )                       | ( 17 / 17 )               |                           |
| 5. "Tohoku EVOLVED"                                               | ( 14 / 14 )                       | ( 17 / 17 )               |                           |
| Revolution (Challenge)                                            |                                   |                           |                           |
| 1. "Amalgamation"                                                 | ( 10 / 10 )                       | ( 14 / 14 )               |                           |
| 2. "UNBELIEVABLE (Sparky remix)"                                  | ( 11 / 12 )                       | ( 15 / 16 )               |                           |
| 3. "NEPHILIM DELTA"                                               | ( 12 / 12 )                       | ( 15 / 15 )               |                           |
| 4. "SILVER☆DREAM"                                                 | ( 11 / 12 )                       | ( 15 / 16 )               |                           |
| 5. "TRIP MACHINE EVOLUTION"                                       | ( 12 / 12 )                       | ( 16 / 16 )               |                           |
| 6. "PARANOiA Revolution"                                          | ( 13 / 14 )                       | ( 18 / 18 )               |                           |

## Banda sonora
La banda sonora original de "Vs. X3" de DDR X3 fue anunciada el 20 de abril de 2012 y fue publicada el 27 de junio de 2012. Consiste en 2 discos, el 1.º contiene canciones de X3 y algunas de consolas y el 2.º contiene el resto de las canciones de consolas, crossovers de BEMANI y especiales del disco.